# Opening Bell
Opening Bell（オープニングベル）とは
- ニューヨーク証券取引所の取引開始に鳴らすベルおよびセレモニー。また取引終了はクロージングベルという。
- Fox Business Networkで放映されているアメリカの経済番組『The Opening Bell on Fox Business』。
- 日本のテレビ番組の名称。本項で詳述。

『Opening Bell』（オープニング ベル）はテレビ東京系列とBSジャパンで2000年10月2日から2008年9月26日の間放送されていたマーケット情報番組。テレビ大阪とテレビ愛知にも同時ネットされているがローカルセールス枠のため（スポンサーは各局で異なる）、テレビ北海道・テレビせとうち・TVQ九州放送では放送されていない。未ネットの後者3局を含めて地上波で放送されない地域でもBSジャパン（2000年12月4日 - ）で視聴することができた。

## 概要
『株式ニュース』の午前の放送を終了して、放送時間を大幅拡大するかたちでスタートした。『Closing Bell』とは双子番組の関係にあった。
8時45分 - 8時59分は画面左上に全国の天気ループが表示される。
9時以降は画面下に東京証券取引所1部上場銘柄の前場寄り付きを全銘柄伝えていた。
2008年9月29日から大型番組『E morning』（関東地区のみ）を放送するのに伴い、2008年9月26日をもって放送を終了した。後番組の『E morning』では同番組の第1部というかたちで時間短縮（9:00 - 9:26）の上内包される。

## 放送時間
月曜日から金曜日までの放送だが、祝日は市場が休むために、番組の放送もなかった（BSジャパンは祝日の当該時間帯はテレビショッピング枠となる）。ただし、株式市場は大晦日の前平日が大納会、年初は4日以降になると開くため各局が年末年始特番を組む中放送をしていることもあり、他局の朝の生番組と放送時間を比較すると変則的となる。

### 2000年10月 - 2003年3月
- 月曜日 - 金曜日 8:55 - 9:50
  - 最初の半年間はTXN系列全局同時ネットだった。
  - テレビ大阪は2000年度は同時ネット、2001年度は未ネット、2002年度は9:05に飛び乗り。

### 2003年4月 - 2004年3月
- 月曜日 - 金曜日 9:00 - 9:30

### 2004年4月 - 2006年3月
- 月曜日 - 金曜日 9:00 - 9:26（TXのみ『朝は楽しく!スマイルサプリメント』に内包）

### 2006年4月 - 2008年9月
- 月曜日 - 金曜日 8:45 - 9:26（TXのみ『朝は楽しく!スマイルサプリメント』に、2006年10月からは『朝はビタミン!』に内包）
  - テレビ大阪は『朝のこども劇場』（アニメ再放送枠）を放送している関係で9:00に飛び乗り。

## 番組構成

### 2000年10月 - 2003年3月
- 8:55／トップニュース･株価材料
- 8:59／ニューヨーク市況
- 9:01／経済フラッシュニュース
- 9:05／東証中継（1）・2002年度のみTVO飛び乗り。
- 9:07／特集
- 9:20／市況情報
- 9:22／特集（2）
- 9:30／東証中継（2）
- 9:33／ランキングコーナー
- 9:38／ジャスダック中継
- 9:41／商品･債券情報
- 9:45／市況最新情報、エンディング

### 2003年4月 - 2004年3月
- 9:00／トップニュース･経済フラッシュ
- 9:04／東証中継（1）
- 9:08／特集
- 9:22／ジャスダック中継
- 9:25／東証中継（2）
- 9:27／エンディング

### 2004年4月 - 2006年3月
- 内容に変化はなし。ただし、放送終了時間の関係で全体の進行が若干繰り上がる。

### 2006年4月 - 2006年9月
- 8:45／オープニング ※ハイビジョン制作のテロップは日付とともに画面下に表示
- 8:46／ニュース（1）
- 8:48／マーケットなび
- 8:53／ニッケイdeオッケィ（月曜日 - 木曜日）
- 8:54／朝いち戦略会議
- 9:00／マーケットブース（1）・TVO飛び乗り。
- 9:01／ニュース（2）
- 9:04／マーケットブース（2）（ここから、東京証券取引所1部上場銘柄の前場寄り付きを全銘柄表示する。）
- 9:08／特集
- 9:20／ジャスダック中継
- 9:21／マーケットブース（3）
- 9:23／エンディング

### 2006年10月 - 2008年9月
- 8:45／オープニング　※ハイビジョン制作のテロップは日付とともに画面下に表示
- 8:46／news clip
- 8:48／マーケットなび
- 8:53／ニッケイdeオッケィ（月曜日 - 木曜日）
- 8:54／朝いち戦略会議（月曜日 - 木曜日）
- 8:54／TOPシークレット（金曜日）
- 9:00／マーケットブース（1）・TVO飛び乗り。
- 9:01／ニュース
- 9:04／マーケットブース（2）（ここから、東京証券取引所1部上場銘柄の前場寄り付きを全銘柄表示する。）
- 9:08／特集
- 9:20／ジャスダック中継
- 9:21／マーケットブース（3）
- 9:23／エンディング

## 司会者

### キャスター
| 期間 | 期間      | 総合司会       | 総合司会 | 東証アローズ中継              | 東証アローズ中継              | JASDAQ中継                        | JASDAQ中継                        |
| --- | --------- | -------------- | -------- | ----------------------------- | ----------------------------- | --------------------------------- | --------------------------------- |
| 2000.10.2 | 2003.3.28 | 八塩圭子       | 榎田卓央 | 足立真理 池谷亨 （交代制）    | 足立真理 池谷亨 （交代制）    | 中根わたる 渡辺タカコ （交代制）1 | 中根わたる 渡辺タカコ （交代制）1 |
| 2003.3.31 | 2004.3.26 | 末武里佳子2    | 池谷亨3  | 足立真理                      | 足立真理                      | 大森由布子                        | 大森由布子                        |
| 2004.3.29 | 2007.3.30 | 末武里佳子2    | 池谷亨3  | 進藤隆富4・5                  | 進藤隆富4・5                  | 大里希世                          | 大森由布子                        |
| |           | 総合司会       | 総合司会 | マーケットブース （東証概況） | マーケットブース （東証概況） | JASDAQ中継                        | JASDAQ中継                        |
| 2007.4.2 | 2007.6.29 | 末武里佳子6・9 | 池谷亨3  | 進藤隆富4・7                  | 阿部百江4                     | 大里希世8                         | あざみ陽子8                       |
| 2007.7.2 | 2008.9.26 | 末武里佳子6・9 | 池谷亨3  | 進藤隆富4・10                 | 進藤隆富4・10                 | 大里希世8                         | 木次真紀8                         |
| - 1 途中から中根に統一 - 2 休みの場合は、テレビ東京の女性アナウンサーが持ち回りで担当 - 3 休みや中継などで外に出ている場合は梅津智史が担当 - 4 スタジオから放送 - 5 休みの時は、マーケットなびは池谷が、9:00以降は梅津が担当 - 6 休みの時は、テレビ東京の女性アナウンサーが持ち回りで担当するか、池谷1人で担当 - 7 休みの時は、阿部1人で担当 - 8 日経CNBCキャスター。紹介クレジットでも日経CNBCの局ロゴマークが入る - 9 休みの時は、塩田真弓が担当 - 10 休みの時は、マーケットなびは池谷が、9:00以降は、庄子淳と梅津が担当 |           |                |          |                               |                               |                                   |                                   |

### コメンテーター
| 期間     | 期間      | 月曜日                      | 火曜日                          | 水曜日                | 木曜日                                                 | 金曜日   |
| -------- | --------- | --------------------------- | ------------------------------- | --------------------- | ------------------------------------------------------ | -------- |
| 2006.4.3 | 2008.9.26 | 清水洋介 （マネックス証券） | 福永博之 ((株)インベストラスト) | 土信田雅之 (松井証券) | 山田勉（随週） 臼田琢美（随週） （カブドットコム証券） | 日替わり |

## 番組の特徴
月曜日はJASDAQなど新興市場上場の企業の中から注目株の企業にスポットを当てる「出発新興」のコーナーがある。
水曜日は池谷キャスターが中小企業の工場などを訪ね取材する「トオルが通る」のコーナーがある。
木曜日の特集コーナー「セクター分析」では、ある一つの業種を取り上げ、その業種についての説明や勢力構図などの解説をする。取り上げられた業種の中から代表する企業のトップが翌日の「ザ・トップライン」に出演する。
金曜日の特集コーナー「ザ・トップライン」では、日本を代表する一部上場企業のトップ（大半は社長）をゲストに迎え、企業の今後の経営戦略について放送しており、投資家にとって見逃せない内容となっている。このコーナーは『E morning』放送開始後も金曜日第3部で引き続き放送されている。
2006年3月までのテーマ音楽には、テレビ東京社員である梅津智史が構成するユニット「Los Otakos」の持ち歌「Club Carribiana」が使われており、インストルメンタルがオープニング、CM入り前、エンディングで聴くことができた。現在もLos OtakosのホームページでLos Otakosが原曲を公開しており、曲を視聴することができる。